# Thượng Quan hoàng hậu (Hán Chiêu Đế)
Hiếu Chiêu Thượng Quan Hoàng hậu (chữ Hán: 孝昭上官皇后, 89 TCN - 37 TCN), cũng gọi Thượng Quan Thái hậu (上官太后), là Hoàng hậu duy nhất của Hán Chiêu Đế Lưu Phất Lăng, vị Hoàng đế thứ 8 của nhà Tây Hán trong lịch sử Trung Quốc.
Trong lịch sử, Thượng Quan hoàng hậu nổi tiếng vì đạt được ngôi vị Hoàng hậu khi còn rất trẻ, chỉ vừa lên 6 tuổi. Lên ngôi Hoàng hậu còn trẻ tuổi, đến khi nhận cương vị Hoàng thái hậu thì Thượng Quan hoàng hậu chỉ mới đến 15 tuổi. Trong suốt cuộc đời của mình, bà chứng kiến việc cả dòng họ bên nội và bên ngoại của mình bị tàn sát bởi những việc mưu lập chính trị. Bà thường được nhắc đến như là Bà hoàng trẻ tuổi nhất trong lịch sử Trung Quốc.

## Xuất thân
Hiếu Chiêu hoàng hậu Thượng Quan thị, người Lũng Tây (nay là Thiên Thủy, Cam Túc). Tổ phụ của bà là Tả Tướng quân An Dương hầu Thượng Quan Kiệt (上官桀). Phụ thân Thượng Quan An (上官安), mẹ là Kính phu nhân Hoắc thị (霍氏), con gái của Đại tư mã Đại tướng quân Hoắc Quang.
Dưới thời Hán Vũ Đế, Thượng Quan Kiệt từng cùng Lý Quảng Lợi lập quân công, sau thăng lên chức Thiếu phủ (少府) rồi là Tả Tướng quân (左將軍), trở thành một trong những danh thần đáng kể thời Hán Vũ Đế. Sau khi Vũ Đế qua đời, Thượng Quang Kiệt cùng Hoắc Quang đều trở thành nhiếp chính cho Hán Chiêu Đế. Nhằm tạo thêm thế lực liên minh mạnh mẽ, Thượng Quan Kiệt kết thông gia với Hoắc Quang, do đó Hoắc Quang đem con gái trưởng là Hoắc thị gả cho con trai Thượng Quan Kiệt là Thượng Quan An.
Do vậy, Thượng Quan thị được sinh ra là cầu nối giữa hai gia tộc này, trở thành cháu nội Thượng Quan Kiệt đồng thời là cháu ngoại của Hoắc Quang.

## Nhập cung Hán

### Lập làm Hoàng hậu
Khi Hán Vũ đế hấp hối (87 TCN), ông đã giao cho Thượng Quan Kiệt và Hoắc Quang cùng làm phụ chính cho Thái tử nối ngôi là Hán Chiêu Đế Lưu Phất Lăng, khi ấy mới 8 tuổi. Bấy giờ, Chiêu Đế còn quá nhỏ, các đại thần đồng ý tôn Ngạc Ấp công chúa, chị gái của Chiêu Đế, làm người phụ giúp và chăm sóc Chiêu Đế trong cung, giúp Chiêu Đế quyết định chính sự, đồng thời được tôn làm Trưởng công chúa.
Năm Thủy Nguyên thứ 4 (83 TCN), cha bà là Thượng Quan An muốn dựa vào thế lực của Hoắc Quang để đưa bà vào cung làm vợ Hán Chiêu Đế, Thượng Quang An cũng liên kết Hoắc Quang dâng tấu, nhưng tấu này không được duyệt. Cha bà sau đó lại nghe tin Trưởng công chúa để con gái Chu Dương thị nuôi trong cung, đợi thành hôn với Chiêu Đế, nên Thượng Quang An cố gắng không từ bỏ ý định đưa con gái mình làm Hoàng hậu. Gặp có người họ Đinh là tâm phúc của Trưởng công chúa, Thượng Quan An nói rằng:「"Nghe nói Trưởng công chúa có tính toán tuyển lập Hoàng hậu. Ta có một cô con gái, dung mạo đoan chính thanh nhã, được Trưởng công chúa yêu mến. Việc này thành hay không thành, đều nhờ vào các hạ"」. Người họ Đinh đó bẩm lên Trưởng công chúa, quả nhiên sau đó Thượng Quan thị có chỉ nhập cung trở thành Tiệp dư. Sang tháng sau, được lập làm Hoàng hậu. Năm đó, bà mới 6 tuổi và Hán Chiêu Đế cũng mới 12 tuổi, đây là Hoàng hậu nhỏ tuổi nhất trong toàn bộ lịch sử Trung Quốc. Cha bà Thượng Quan An do là quốc trượng, được thụ phong Tang Nhạc hầu (桑樂侯), phong thực ấp lên 1.500 hộ, thăng làm Xa Kỵ tướng quân (車騎將軍), càng ngày càng ngang ngược kiêu ngạo.
Năm Nguyên Phụng nguyên niên 80 TCN, Thượng Quan An và Thượng Quan Kiệt có tư thù với Hoắc Quang nên lập mưu tạo phản, nhưng bị thất bại, sử gọi đó là Chính biến Nguyên Phụng. Nguyên là sau khi lập được Thượng Quan thị làm Hoàng hậu, Thượng Quan An muốn trả công cho họ Đinh, xin Hoắc Quang phong tước Hầu cho họ Đinh nhưng bị cự tuyệt. Việc này khiến họ Thượng Quan mất mặt, hơn nữa họ Đinh kia là tình nhân của Trưởng công chúa, cũng khiến Trưởng công chúa sinh oán hận Hoắc Quang, vì vậy họ mưu lật đổ Hán Chiêu Đế, lập người anh của Hán Chiêu Đế là Yên vương Lưu Đán lên ngôi. Hán Chiêu Đế lúc này đã trưởng thành, cùng Hoắc Quang âm thầm đề phòng nhà Thượng Quan và chuẩn bị lực lượng phản kháng. Sự việc bị phát giác, Trưởng công chúa và Lưu Đán bị Hán Chiêu Đế ép tự sát, cả nhà Thượng Quan bị giết cả họ.
Về phần Thượng Quan thị, do vẫn còn nhỏ lại là cháu ngoại Hoắc Quang nên vẫn vô sự và tiếp tục được làm Hoàng hậu. Lúc này tuy nhà nội đã bị tận diệt, nhưng tính cách ổn trọng của Thượng Quan hoàng hậu khiến Hoắc Quang yêu thích. Hoắc Quang cũng từ đó muốn cháu ngoại sinh ra Hoàng tử, với quyền hành lớn của mình, ông ngầm lệnh các Ngự y tấu thỉnh, xin Hán Chiêu Đế xa rời nữ sắc, nên trừ Thượng Quan hoàng hậu thì không có cung nhân nào khác gần gũi Hoàng đế, Thượng Quan hoàng hậu cũng từ đó chuyên sủng. Nhưng dẫu vậy, Thượng Quan hoàng hậu vẫn không hề có con.

### Phế truất Lưu Hạ
Năm Nguyên Bình nguyên niên (74 TCN), ngày 17 tháng 4, Hán Chiêu Đế băng hà ở Vị Ương cung, lúc đó chỉ mới 20 tuổi. Bời vì Hán Chiêu Đế qua đời mà không có con, Hoắc Quang đề nghị chọn người trong tông thất vào cung làm hậu tự cho Chiêu Đế, kế thừa Đế vị. Và Hoắc Quang xin lập Xương Ấp vương Lưu Hạ, con trai của Xương Ấp Ai vương Lưu Bác (劉髆) và là cháu nội của Hán Vũ Đế cùng Lý phu nhân lên làm Hoàng thái tử, sau đó tiến hành kế vị ngôi Hoàng đế của Hán Chiêu Đế. Tháng 6, Lưu Hạ nhận Hoàng đế tỉ thụ, tấn tôn Hoàng hậu Thượng Quan thị làm Hoàng thái hậu khi mới 15 tuổi, là Hoàng thái hậu trẻ tuổi nhất trong lịch sử.
Thế nhưng, Lưu Hạ lại là người không đứng đắn. Khi dùng thân phận Hoàng thái tử tùy hành các quan viên đến Trường An tế bái Hán Chiêu Đế, Lưu Hạ lén mua gà, mua vịt ăn và thăm thú các trò chơi bời khác, đặc biệt là ông cùng cung nhân của Hán Chiêu Đế thông dâm, bãi hại đức độ. Sau 27 ngày giữ Hoàng đế tỉ thụ, mặc cho Hoắc Quang cùng quần thần khuyên can, Lưu Hạ vẫn không hề bỏ đi thói xấu, mà ngày càng đổ đốn hơn. Không thể để Đế vị cho một người như vậy, Hoắc Quan đến Vị Ương cung xin Thượng Quan Thái hậu phế truất Lưu Hạ. Hoàng thái hậu chấp nhận. Khi đó, Hoàng thái hậu mặc y phục hoa lệ đoan nhã, ngồi giữa mành trướng, có bày biện võ sĩ mang binh khí, triệu Lưu Hạ đến trước mặt quỳ xuống. Thượng thư lệnh tuyên đọc sớ tấu của Hoắc Quang, hạch tội trạng của Lưu Hạ, Hoàng thái hậu theo đó ban chỉ phế truất Lưu Hạ.
Tháng 7 năm đó, Hoắc Quang dâng sớ tấu xin Thượng Quan Thái hậu lập Đích hoàng tằng tôn (cháu chắt trưởng) của Hán Vũ Đế, cháu nội Lệ Thái tử Lưu Cứ là Lưu Bệnh Dĩ lên kế vị. Hoàng thái hậu có vẻ đồng ý lời tấu của Hoắc Quang, bèn dùng Tông chính phái sứ giả đón Tằng tôn nhập cung, trai giới để tiến hành tiếp nhận Đế vị. Ngày Canh Thân, Tằng tôn Lưu Bệnh Dĩ vào Vị Ương cung triều kiến Hoàng thái hậu, được phong làm Dương Vũ hầu (阳武侯). Trong ngày đó, triều thần đến trước mặt Lưu Bệnh Dĩ dâng Hoàng đế tỉ thụ, Dương Vũ hầu Lưu Bệnh Dĩ lên ngôi, tức Hán Tuyên Đế.
Tấu xin lập Tuyên Đế năm ấy có nội dung như sau, nhấn mạnh rõ Tuyên Đế là vào cung làm thừa tự cho Chiêu Đế:
| “                                                                                       | 禮，人道親親故尊祖，尊祖故敬宗。大宗毋嗣，擇支子孫賢者為嗣。孝武皇帝曾孫 病已，有詔掖庭養視，至今年十八，師受詩、論語、孝經，操行節儉，慈仁愛人，可以嗣孝昭皇帝後，奉承祖宗，子萬姓。 Lễ viết, nhân đạo thân thân cố tôn tổ, tôn tổ cố kính tông. Nay chi Đại tông vô tự, nên chọn lấy người hiền trong họ làm Thừa tự. Tằng tôn của Hiếu Vũ Hoàng đế là Bệnh Dĩ, từng được nuôi trong Dịch đình, nay 18 tuổi, học thông Kinh Thi, Luận ngữ và Hiếu kinh, lại thao hành tiết kiệm, từ nhân ái nhân, rất có thể thừa tự làm hậu duệ của Hiếu Chiêu Hoàng đế, phụng thừa tổ tông, tử vạn tính. | ” |
| — Tấu của Hoắc Quang xin lập Lưu Bệnh Dĩ thừa tự Hiếu Chiêu Hoàng đế, kế thừa đại thống | |   |

Rất nhiều trang thông tin trên mạng đem Thượng Quan Thái hậu tự động lên làm Thái hoàng thái hậu dưới thời Hán Tuyên Đế, đây là một sự sai lầm do không hiểu chế độ "Nhập tự" của người xưa. Sự nhấn mạnh vấn đề 「Thừa tự; 承嗣」 của Hán Tuyên Đế trong tấu chương của Hoắc Quang rất quan trọng, vì nó ảnh hưởng trực tiếp đến tôn xưng của Thượng Quan thị trong hoàng thất. Theo đó, vì Hán Tuyên Đế đã nhận Chiêu Đế làm "Người cha thừa tự" để lên ngôi, tức danh xưng 「"Tự phụ"; 嗣父」, Hoàng thái hậu Thượng Quan thị do là Hoàng hậu của Chiêu Đế vẫn trên danh nghĩa là 「"Mẫu hậu"」 của Hán Tuyên Đế, nên được giữ vị trí "Hoàng thái hậu" mà không tự động lên làm "Thái hoàng thái hậu" mặc dù bà đã qua tiếp một đời Hoàng đế và còn nhỏ tuổi hơn cả Tuyên Đế, đây là vì Hán Tuyên Đế vào cung nhận mệnh làm con của Hán Chiêu Đế cùng Thượng Quan Thái hậu để kế vị. Tháng 9 năm ấy, lập Hứa Bình Quân làm Hoàng hậu, Hoàng thái hậu Thượng Quan thị chuyển từ Vị Ương cung sang Trường Lạc cung (長樂宮).

## Trường Lạc an dưỡng
Năm Địa Tiết thứ 2 (68 TCN), ông ngoại Thượng Quan Thái hậu là Hoắc Quang qua đời, bà cùng với Hán Tuyên Đế đích thân đến khóc tang, dùng lễ tôn kính nhất để cúng bái Hoắc Quang. Tuy nhiên chỉ hai năm sau, toàn bộ gia tộc họ Hoắc bị Tuyên Đế giết chết vì mưu giết Thái tử Lưu Thích và ám hại mẹ của Thái tử là Cung Ai hoàng hậu Hứa Bình Quân. Nhà nội và nhà ngoại đều bị liên lụy và xử trảm thảm khốc, Thượng Quan thị trong cung an nhàn sống cho đến hết đời tại Trường Lạc cung. Trong thời gian này, bà cứ an nhiên hưởng tuổi già, trong số các cung nhân hầu hạ bà, có Tài nhân Phó thị, về sau được bà tiến cử cho Thái tử Lưu Thích, chính là Phó Chiêu nghi.
Năm Sơ Nguyên nguyên niên (48 TCN), ngày 10 tháng 1, Hiếu Tuyên hoàng đế băng hà. Sang ngày 29 tháng 1, Thái tử Lưu Thích lên ngôi, Hoàng thái hậu Thượng Quan thị được tôn Thái hoàng thái hậu. Năm Kiến Chiêu thứ 2 (37 TCN), Thái hoàng thái hậu Thượng Quan thị băng hà tại Trường Lạc cung, hưởng thọ 52 tuổi, hợp táng cùng Hán Chiêu Đế ở Bình lăng (平陵).
Tổng cộng, Thượng Quan thị từ khi vào cung đến lúc mất đã trải qua bốn đời Hoàng đế Đại Hán, bà làm Hoàng hậu 9 năm dưới thời Hán Chiêu Đế, trở thành Hoàng thái hậu 27 ngày dưới thời Xương Ấp vương và 25 năm thời Hán Tuyên Đế, cuối cùng là Thái hoàng thái hậu suốt 12 năm dưới triều đại của Hán Nguyên Đế.